# Neville (Ohio)
Neville es una villa ubicada en el condado de Clermont en el estado estadounidense de Ohio. En el Censo de 2010 tenía una población de 100 habitantes y una densidad poblacional de 84,12 personas por km².

## Geografía
Neville se encuentra ubicada en las coordenadas 38°48′48″N 84°12′38″O / 38.81333, -84.21056. Según la Oficina del Censo de los Estados Unidos, Neville tiene una superficie total de 1.19 km², de la cual 1.02 km² corresponden a tierra firme y (13.94%) 0.17 km² es agua.

## Demografía
Según el censo de 2010, había 100 personas residiendo en Neville. La densidad de población era de 84,12 hab./km². De los 100 habitantes, Neville estaba compuesto por el 99% blancos, el 0% eran afroamericanos, el 0% eran amerindios, el 1% eran asiáticos, el 0% eran isleños del Pacífico, el 0% eran de otras razas y el 0% pertenecían a dos o más razas. Del total de la población el 0% eran hispanos o latinos de cualquier raza.